# Puente del Reino de Valencia
El puente del Reino de Valencia está ubicado en la ciudad de Valencia (España), y comunica dos grandes vías: las avenidas Reino de Valencia y Francia. El puente es una obra del ingeniero Salvador Monleón Cremades.

## Características
El puente tiene una longitud de 220 metros, el más largo de la ciudad. Sus dos entradas están adornadas por cuatro esculturas monumentales en bronce, conjunto escultórico denominando los guardias del Puente.
Fue inaugurado el diciembre del 1999 por la alcaldesa Rita Barberá.

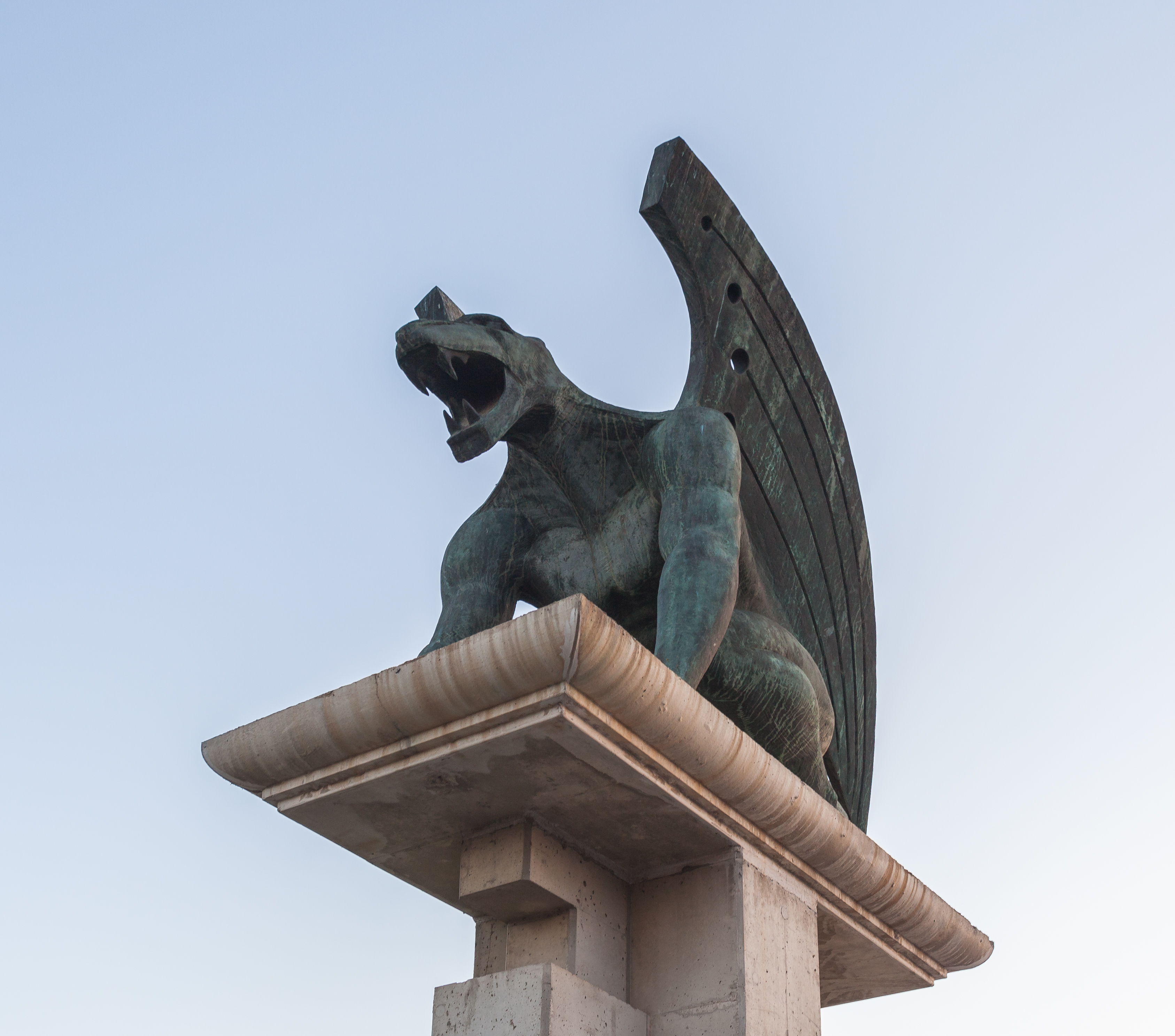
Uno de los Guardias del puente.